# Nippur de Lagash
Créé en 1967 pour le no 151 de la revue argentine ‘D’Artagnan’, Nippur de Lagash est une bande dessinée signée par Robin Wood (scénario) et à l’origine Lucho Olivera (dessin).
La série se situe dans le Moyen-Orient à l’âge du bronze et permet au protagoniste de visiter les différentes civilisations de l’époque. Officiellement nous sommes au XXIVe siècle av. J.-C. mais la multiplicité des anachronismes se réduirait davantage si l’on optait plutôt pour la fin de l’âge du bronze.
La série comprend près de 450 épisodes, parus dans différentes revues et sur une durée de 31 ans (1967-1998). Il convient toutefois de préciser que la première moitié des épisodes fait généralement 12 planches, exceptionnellement plus. Dans la seconde moitié chaque histoire fait en général 62 planches et dépasse parfois les 120.
La série reste inédite en français mais a été largement reprise en Italie, confirmant l'axe traditionnel Argentine/Italie[réf. nécessaire] dans lequel se sont illustrés Hugo Pratt, Alberto Breccia, Horacio Altuna et tant d'autres[évasif].

## le thème de départ -1967
Nippur –on notera qu'il a pris ce nom car ses parents sont originaires de la ville mésopotamienne du même nom- est général et vit dans la cité-état de Lagash. Malheureusement, le roi ummite Luggal Zaggizi se rend maître de la cité. Ce qui amène Nippur à la quitter en compagnie de son ami Ur-El d’Elam. Soulignons là encore que l’Élam est une région située entre la Mésopotamie et la Perse et qui a donné son nom à la fameuse civilisation élamite dont Suse était la capitale. Cette phase est constituée de 7 épisodes qui permettent d’expliquer le pourquoi de la vie errante du héros.
Wood reprend là une formule bien connue, celle d’Edmond Dantès, le fameux comte de Monte-Cristo. Le héros qui a tout pour lui commence par tout perdre ; il est déchu de son pouvoir, de ses richesses, de ses amours. Commence alors un parcours rédempteur et initiatique, qui fera de lui un homme sage, juste, mais toujours rongé par son désir de vengeance. Dualité bien commode pour jouer à peu de frais sur les notions de bien et de mal.
C’est ce schéma que prend Wood et qu’il replacera d’ailleurs avec Dago, le personnage qui assiéra définitivement sa carrière internationale.

### les premières années 1968-1972

#### Les années d’errance (1968-70)
Après sa fuite de Lagash, Nippur commence une vie errante qui le met au contact des Hittites, le fait rencontrer Thésée face au Minotaure et lui fait aimer Nofretamon, une princesse égyptienne. C’est d’ailleurs au cours de ces pérégrinations qu'Ur-El décide de se fixer dans la ville de Merem. Nippur est donc véritablement seul, si seul qu’il en devient ermite dans le désert.

#### L’invasion hittite (1971-72)
Nippur se fixe 3 ans en Égypte afin de mieux chasser l’envahisseur hittite. L’armée égyptienne en pleine déliquescence, il a besoin de soutiens qu’il trouvera dans la secte de moines-guerriers des Hommes de Feu. Après un succès définitif sur l’ennemi, Nippur se voit offrir le trône d’Égypte qu’il refuse. Inutile de dire que tous ces développements sont complètement anti-historiques, les Hittites ayant toujours été repoussés dans leurs tentatives. Quant à faire d’un général étranger le pharaon d’Égypte c’est un gentil fantasme qui ne prendra forme qu’avec le général grec Ptolémée 1er ; et encore après que les prêtres égyptiens aient reconnu Alexandre le Grand comme Dieu.
Cette partie de la saga voit l’arrivée d’un nouveau dessinateur Sergio Mulko qui officie en noir et blanc dans la revue D’Artagnan, tandis qu’une revue intitulée ‘Nippur de Lagash’ est lancée –succès oblige. Cette version couleur est cette fois signée par Ricardo Villagran. 

### la1repériodetransitoire 1972-73
Durant cette phase les histoires contées ne font pas progresser la saga mais reviennent sur des épisodes oubliés notamment ceux de son enfance, ses premières amours tel celui relatif à Karien, la reine des Amazones, à qui Nippur vouera un amour éternel.

### Le cycle de Thésée 1973-74
Toujours dessiné par Ricardo Villagran dans ‘Nippur de Lagash’ et Sergio Mulko dans ‘D’Artagnan’, la saga se poursuit dans l’aide qu’apporte Nippur à Thésée pour reconquérir son trône à Athènes. Dans cette lutte contre Menestéo, le vil usurpateur, l’un des amis de Nippur –Piritoos qui d’ailleurs veut dire fièvre en Grec- trouvera la mort.
Soulignons que si Thésée, personnage de la mythologie grecque, a des bases historiques, celle-ci seraient contemporaines de la civilisation minoenne, soit grosso modo 800 à 1000 ans plus tard de l'époque où se déroule cette BD

### la2epériodetransitoire 1974-78
C’est seulement au cours de cette phase que ‘D’Artagnan’ commence à publier ses premiers épisodes couleurs tandis que d’autres dessinateurs rejoignent la bande. Parmi eux, Enrique Villagran, le frère de Ricardo lequel met aussi la main à la pâte pour le scénario, Carlo Leopard et Jorge Zaffino. 
Des différents épisodes de cette période, on ne retiendra que ceux qui mettent en scène Akhenamon, le vilain pharaon et frère de Nofretamon, celle que Nippur aima autrefois. Sauf que les choses sont devenues plus complexes puisque les fameux ‘Hommes de Feu’ ne soutiennent plus le pouvoir.

### L’œil de Nippur-1978
Editorial Columba fête ses 50 ans –ce qui soit dit en passant en fait l’un des plus anciens éditeurs de BD dans le monde. Désormais tous les épisodes seront en couleurs et Carlos Leopardi devient le dessinateur principal de la série. C’est au cours d’un des épisodes de cette phase que Nippur perd un œil. Son visage sera désormais barré d’un bandeau aussi noir que sa barbe.

### La3epériodetransitoire 1978-80
Cette fin de période est marquée par la création d’une revue ‘Nippur Magnum’ qui va bien sûr accueillir Nippur mais également d’autres héros. C’est par exemple dans cette revue que Dago sera créé. C’est Ricardo Villagran qui assure le dessin pour les épisodes publiés dans ‘Nippur Magnum’

### La saga de Ramsès -1980-81
L’Égypte est une nouvelle fois menacée : de l’extérieur par les Hyksos, de l’intérieur par Akhenamon de plus en plus impopulaire. Heureusement Nippur bénéficie de l’appui de Karien, la redoutable reine des Amazones, de Ur-El et des armées de Merem et enfin d’Hattusil et des troupes sumériennes.
Tout ce petit monde vaincra non sans mal Raphat et ses Hyksos puisqu’il leur faudra 10 épisodes. L’Égypte étant débarrassée du méchant et incompétent Akhenamon, il convient de lui trouver un remplacer. Nippur pense immédiatement au fiable général Rajhotep qui devient pharaon sous le nom de… Ramsès.
Quant à Nippur, il va devenir papa grâce à Karien.
Les Hyksos ont sévi en Égypte au XVIIe et XVIe siècles av. J.-C.. Quant au premier Ramsès répertorié comme Pharaon, on ne le retrouve qu'au XIIIe siècle av. J.-C., alors que les aventures de Nippur sont censées se dérouler vers 2400 av. J.-C.

### La naissance de Hiras -1982-83
La naissance d’un fils chez la Reine ne plaît pas à toutes les Amazones. Certaines complotent contre la présence de ce mâle. Pour protéger son fils, Nippur prendra Hiras avec lui et l’emmènera chez son ami Hattusil.
Les 3 derniers épisodes de la série seront dessinés par Enrique Villagran sous le pseudonyme de Gomes Sierra, tandis qu’Armando Fernandez signera deux scénarios dont l’un dessiné par un nouveau larron : Eduardo Barreto.
Précisons qu'on retrouve bien un Hattusili chez les Hittites mais le premier en date ne remonte au plus tard qu'au XVIIe siècle av. J.-C.

### La fratrie tatouée-1984-85
Cette saga est composée de 18 épisodes dont 16 réalisés par le duo Robin Wood et Ricardo Villagran, un autre par le tandem Fernandez et Zaffino et enfin un dernier par Manuel Morini et Gustavo Amezaga.
Parce qu’un vieillard a sauvé la vie de son fils Hiras, Nippur est entrainé dans la reconquête d’un royaume au profit de deux sœurs et d’un frère, tous tatoués au visage.  

### Le retour-1986-87
L’accent, cette fois-ci, est mis davantage sur les relations père-fils entre Nippur et Hiras. Robin Wood et Enrique Villagran officient la plupart du temps, même si certains épisodes sont dus à Ricardo Ferrari.

### La reconquête-1987-1990
Le roi d’Akkad, Sargon, fait appel à son vieil ami, Nippur, pour l’aider dans son combat contre Luggal Zagizi, roi d’Umma, le même qui 20 ans  plus tôt a fait expulser Nippur de sa ville natale. Une fois n'est pas coutume, il existe bien un roi Sargon d'Akkad dont la présence est historiquement compatible avec celle du héros.
Les 52 épisodes de cette saga, la plus longue de la série, sont majoritairement écrits par Robin Wood, les autres étant signés par Ferrari et Morini. Côté dessins on retrouve Enrique Villagran avec quelques apparitions de Sergio Mulko.
Ce cycle se décompose en deux parties d’inégale importance.

#### La recherche d’alliances
Le don de diplomatie de Nippur est mis à contribution. Mais c’est bien sûr les retrouvailles avec son vieil ami Ur-El de Merem qui constituent le morceau de choix de cette partie de l’histoire, d’autant qu’une prophétie lui promet la mort pour son retour à Lagash.

#### La guerre
Suite de combats qui aboutissent bien sûr à la prise de Lagash, au lynchage de Luggal Zagizi et à la mort de Ur El qui se sacrifie pour sauver Nippur. La prophétie s’est bel et bien réalisée.

### Le roi -1990-1991
Courts épisodes de transition où Nippur devient roi de Lagash et est confronté à la reine du monde souterrain. De leur liaison nait une fille, Oona qui possède 3 yeux, ce qui compense avec son borgne de père !

### La mort de Nippur -1991
Trois épisodes de transition dus à Ricardo Ferrari (scénario) et Sergio Mulka (dessin). Son père étant réputé mort, Hiras prend la couronne de Lagash. En fait, Nippur n’avait fait que disparaître momentanément.

### Les cavaliers de Laramar -1992-1993
Laramar, reine des tribus de la steppe, menace avec sa cavalerie le fragile équilibre du monde sumérien. Il faudra toute la diplomatie de Nippur pour que Sargon ne s’allie pas avec Laramar et que les forces coalisées rejettent les envahisseurs.
Cycle de 36 épisodes ou Robin Wood est secondé au scénario par Nestor Barron.

### Le retour à l’errance -1993
Fatigué de son rôle de roi, Nippur abandonne le pouvoir à son général en chef, Lamir. Il s’agit des derniers dessins de Mulko sur la série, lequel est remplacé par Daniel Müller.

### La reine et l’étranger -1994
Dernier cycle de 3 épisodes seulement.

### Épisodes divers -1994-1998
Épisodes plus ou moins indépendants avec différents scénaristes et retour sur la jeunesse du héros. Mais la mayonnaise ne prend pas et la série est progressivement abandonnée malgré quelques tentatives, non concluantes, de relancer la saga.

## La marque de la série
Il est à noter que la série jouit toujours d'une certaine popularité en Argentine comme en Italie si l'on en croit les rééditions, incomplètes, qui sont publiées.

Sa grande originalité reste bien sûr la période historique où se situe l'action, même si les anachronismes sont légion. Sa durée, 31 ans, et son importance, plus de 5 000 planches, en font un monument des historietas argentines.

Pour autant, cette bande paraîtra considérablement vieillie[non neutre]. Les lecteurs d'aujourd'hui sont beaucoup plus exigeants sur la qualité du dessin[réf. nécessaire], assez fluctuant au fil du temps et des dessinateurs, Oliveira et Mulko ayant été les meilleurs dans cette fonction[non neutre]. De même le format traditionnel des histoires (une douzaine de pages) implique une action rapide et quasiment à chaque fois une conclusion, d'où une sensation de haché pas complètement compensée par l'instauration de cycles plus longs[non neutre].

Bref,s'il s'agit incontestablement d'une des pierres angulaires de la BD argentine[réf. nécessaire], il apparaît plus délicat d'accorder le même satisfecit à l'ensemble de la saga[non neutre].

## Liste des épisodes
1. Historia para Lagash
2. Nofretamon
3. Las lanzas y la arena
4. Minotauro
5. El mirlo voló primero
6. La fugitiva de los hititas
7. El viejo
8. En Garth al atardecer
9. La flecha sobre las hogueras
10. El hombre que vino de Akad
11. La doncella de la tierra de Merem
12. Mi nombre entre los bárbaros
13. Abajo… más abajo los buitres
14. Un río llamado Lónemer
15. Bajo un cielo de estrellas y pastores
16. Hacia el mar
17. Agria historia de mi esclavitud
18. La furia de los dioses
19. Leyenda del rey que muere
20. El cuervo
21. La Bruja
22. Un dia en que yo era feliz
23. Como conoci y soporte a Ramar
24. La justucia de Janipo
25. El carro de las estrellas
26. El enviado
27. Ram, el Arquero
28. El dios negro y el hombre
29. Un misterio llamado muerte
30. Los fantasmas de sangre
31. No mates al hombre, cazador
32. Hombres, Dioses y Agua
33. El ciego rey del sueño
34. Yo vi a Gilgamesh buscando su muerte
35. Enam, el de los pantanos
36. Oráculo
37. Los guijarros de la muerte
38. Crónica desesperante de Jacodeo
39. El hombre necesario para Larsa
40. La feria
41. Las Huellas del hombre de ojos amarrillos
42. Melodia de la flauta y el guerrero
43. Recuerdos de los vagabundos
44. Los sanguinarios perros del alma
45. El gigante infernal
46. Enathin y los enviados de la muerte
47. La mala pasión
48. El ladrón que hirió con miedo
49. Los lobos y las ovejas
50. Los sueños peligrosos
51. La loba (Robin Wood- Lucho Olivera)
52. El juicio de la espada (Robin Wood- Lucho Olivera)
53. Los cortesanos y los guerreros (Robin Wood- Lucho Olivera)
54. Nippur cabalga hacia Tebas (Robin Wood- Lucho Olivera)
55. El sumerio ha llegado (Robin Wood- Lucho Olivera)
56. Inermes (Robin Wood- Lucho Olivera)
57. Los hombres de fuego (Robin Wood- Lucho Olivera)
58. El águila (Robin Wood- Lucho Olivera)
59. Un divertido regreso a Tebas (Robin Wood- Lucho Olivera )
60. Diez hombres pasan ante una cabeza muerta (Robin Wood- Sergio Mulko)
61. Ninarim (Robin Wood- Sergio Mulko)
62. Mis gloriosos compañeros (Robin Wood- Sergio Mulko)
63. La gran batalla (Robin Wood- Sergio Mulko)
64. La epidemia (Robin Wood- Sergio Mulko)
65. La risa de la muerte (Robin Wood- Ricardo Villagrán)
66. Un caballo muerto es un augurio (Robin Wood- Ricardo Villagrán)
67. Los fabulosos jinetes de la tormenta (Robin Wood- Ricardo Villagrán)
68. En Muna (Robin Wood- Ricardo Villagrán)
69. El enemigo de los dioses (Robin Wood- Sergio Mulko)
70. Hazarham, el de los pájaros (Robin Wood- Sergio Mulko)
71. La lluvia sobre una espada (Robin Wood- Sergio Mulko)
72. Karien en lo alto de las montañas (Robin Wood- Ricardo Villagrán)
73. Un bosque con árboles de amor y de muerte (Robin Wood- Sergio Mulko)
74. Hattusil (Robin Wood- Ricardo Villagrán)
75. La ciudad (Robin Wood- Sergio Mulko)
76. Los niños que cabalgan en las estrellas (Robin Wood- Sergio Mulko)
77. Las flores de la muerte' (Robin Wood- Sergio Mulko)
78. Una codicia color de escombro (Robin Wood- Ricardo Villagrán)
79. Cuando canta el pájaro de la mañana (Robin Wood- Ricardo Villagrán)
80. La noche de Dafar (Robin Wood- Ricardo Villagrán)
81. Leyenda de los monstruos (Robin Wood- Sergio Mulko)
82. Las flores de las montañas (Robin Wood- Ricardo Villagrán)
83. La mujer de Hafiah (Robin Wood- Ricardo Villagrán)
84. Hipólita (Robin Wood- Ricardo Villagrán)
85. La doncella (Robin Wood- Ricardo Villagrán)
86. Los rivales (Robin Wood- Sergio Mulko)
87. La casi muerte de Janos (Robin Wood- Sergio Mulko)
88. El jinete del sol (Robin Wood- Sergio Mulko)
89. Arón el bueno (Robin Wood- Sergio Mulko)
90. Hattusil e Inim (Robin Wood- Ricardo Villagrán)
91. Cuando Tarkos era joven (Robin Wood- Sergio Mulko)
92. El hombre de guerra (Robin Wood- Gómez Sierra - Olivera - Villagrán)
93. Rimas, el general (Robin Wood- Ricardo Villagrán)
94. El padre de Siros (Robin Wood- Ricardo Villagrán)
95. Udur y su hermano (Robin Wood- Sergio Mulko)
96. Historia al reflejo de una antorcha (Robin Wood- Ricardo Villagrán)
97. Ona la hermosa (Robin Wood- Sergio Mulko)
98. Los mensajeros de Atenas (Robin Wood- Sergio Mulko)
99. Los que fueron a Atenas (Robin Wood- Sergio Mulko)

100 - Los centauros (Robin Wood- Ricardo Villagrán)

101 - La sirena

102 - Pylenor

103 - Teseo

104 - Menesteo o el amor por Atenas

105 - Una historia de amor

106 - El día de los escorpiones

107 - El día que los dioses enviaron la lluvia

108 - Las ánforas del odio

109 - Un marido para Nurima

110 - El gran torneo

111 - La sacerdotisa

112 - La negra hoguera del sueño

113 - Niniver que cantaba con los pájaros

114 - El día del jinete

115 - El hombre blanco de la montaña

116 - Aneleh

117 - La venganza inútil

118 - El buen rey y su pueblo

119 - La amazona y la reina

120 - Camino de los sumerios

121 - El barco

122 - Historia de dos hermanos y una mujer

123 - La muchacha de los sueños

124 - La espada de los muertos

125 - El pueblo del pantano

126 - Historia de la vieja rebelión

127 - Los que buscan a Nippur

128 - Las amazonas de las tinieblas

129 - La tierra olvidada

130 - El rey, la reina y el general

131 - El juicio

132 - Nar-Amán y la ciudad de Ishtar

133 - La madre

134 - Los reyes sin corona

135 - La mano de fuego

136 - El general y su ejército

137 - El hombre que mató a Situllah

138 - El rico y los pobres

139 - La danzarina del toro

140 - Los gemelos

141 - Astrea

142 - Los escudos y el mar

143 - El viejo rey y la paz

144 - El pueblo pacífico

145 - El dios de piedra

146 - Primero el vuelo del pinzón

147 - El gigante y el anciano

148 - Los bárbaros

149 - El infierno y el paraíso

150 - El amor de Ordar

151 - Diez hombres libres

152 - El tonto

153 - Allá en la montaña de los lobos

154 - Los perros del mar

155 - La cadena

156 - El día de los fuegos muertos

157 - El hombre que no tenía muerte

158 - La serpiente de la vida y la muerte

159 - La puerta

160 - La columna de los buitres

161 - Muradin

162 - Llegar a Akad

163 - Los buitres de la muerte

164 - La gloria de Artamas

165 - Kram y Niboran

166 - El yugo roto

167 - Los hititas

168 - Laris, sobre el espejo del desierto

169 - El maravilloso monstruo

170 - Los cazadores y el miedo

171 - La última galeria

172 - El hitita

173 - La espada de la humanidad

174 - La doncella de oro

175 - La furia de las mujeres

176 - Los pájaros de la poesía

177 - La criatura de la noche

178 - La fuente

179 - El dios de la caverna

180 - El fuego y el hombre

181 - Shekar

182 - La sombra del desierto

183 - Mormurán y el viejo soldado

184 - El demonio de las cuevas

185 - La mujer de Siros

186 - La leona y el halcón

187 - La madre Tierra

188 - La fosa de los demonios

189 - La cueva de Idimín

190 - Los pájaros muertos

191 - El pozo de las serpientes

192 - El hombre de los pantanos

193 - Un blanco desierto de muerte

194 - Net Path, el egipcio

195 - Tebas

196 - El sumerio y la reina sin hombre

197 - Oro y sangre

198 - Nippur ha muerto en batalla

199 - Ramsés

200 - Aneleh, en el esplendor de la batalla

201 - El Valle de los Reyes

202 - La cadena de oro

203 - Epílogo y comienzo

204 - Las serpientes que mueren

205 - Islene

206 - Mesilím y la mujer diosa

207 - El velo de la memoria

208 - Regreso a Adad

209 - Naleh

210 - Azul cielo sumerio de muerte

211 - Pantanos de odio

212 - Ciegos ojos del odio

213 - Las semillas

214 - Ur-Maraban

215 - La espada incandescente

216 - La roca de los buitres

217 - Una realidad de flechas y muerte

218 - El joven rey

219 - La salvación de Hazar

220 - Eona y la noche del leproso

221 - La hija de las lanzas

222 - La raza olvidada

223 - El nacimiento de Fuego

224 - La princesa y los tres guerreros de Ur

225 - Los monumentos de gloria

226 - El mundo lunar

227 - Atardecer de sangre

228 - Ulagit

229 - La ciudad condenada

230 - El canto de las sirenas

231 - El caballo sagrado

232 - El fuego del recuerdo

233 - Los reyes de sangre

234 - El regreso de Harim

235 - El loco

236 - La cosecha negra

237 - Las estrellas del guerrero muerto

238 - Los precios terribles

239 - La maldición del recuerdo

240 - La máscara del rencor

241 - Aghar y Kabusim

242 - El signo de la serpiente

243 - Los senderos lunares

244 - Miranos

245 - Laengrin

246 - El demonio y el perro guardián

247 - La noche que fue

248 - La voz de la Diosa Luna

249 - Los no-vivos

250 - Historia de hombres tuertos

251 - La implacable decisión

252 - La cabeza de Ur-Naushue

253 - Los negros martillos de la memoria

254 - El símbolo

255 - Amintor

256 - Más allá de todo lo humano

257 - Por el fin de la guerra

258 - El día de la luz y de las sombras

259 - Leyenda de alta mar

260 - La justicia del agua

261 - Los verdugos

262 - Las flechas del dolor

263 - El aullido de las lobas

264 - Los matadores de Lusil

265 - Stenka

266 - La lectora de mentes

267 - La bailarina de Thera

268 - El rey

269 - Ahoresh

270 - El valle de los inocentes

271 - El monstruo

272 - Astern

273 - Leyenda de los malditos

274 - Los que buscaron el valle

275 - Mensaje de mi padre

276 - La batalla

277 - El instrumento del destino

278 - El río de las mujeres

279 - Regreso a Hiras

280 - Había una vez…

281 - Padre e hijo

282 - Junto al fuego

283 - De lobos y hombres

284 - La sangre y la flecha

285 - Abismos

286 - Fábula

287 - Paciencia

288 - Regreso a Lagash

289 - El comienzo

290 - El hombre que mató al rey

291 - La guerra ha comenzado

292 - Una patria en el desierto

293 - Noche de masacre

294 - El hermano

295 - El sol de la resurrección

296 - Los enemigos amados

297 - Los de Merem

298 - El día del hombre que cantó

299 - Espada

300 - Hattusil y yo

301 - Hattusil

302 - La mujer que llegó desde el recuerdo

303 - El designio de los dioses

304 - La educación de Hiras

305 - La gloria de Berelim

306 - La noche de los buitres

307 - El templo nocturno

308 - Los tiranos del sueño

309 - Aluna

310 - Koa, la amazona

311 - El gran rey y el gran hombre

312 - El tambor de la muerte

313 - La guerra extraña

314 - La grandiosa herejía

315 - El pueblo de la sal

316 - Pacto de sangre

317 - El perro de los hielos

318 - La reina Sabbah

319 - Matador

320 - El hombre pájaro

321 - La mujer de los velos

322 - El heredero de la sangre

324 - El jinete que vino del frío

325 - La suerte de Tarisis

326 - El precio de la inmortalidad

327 - El templo olvidado

328 - La amarga victoria

329 - Oráculo

330 - La nave

331 - El ojo del huracán

332 - Los soñadores de fuego

333 - De dioses y pasados

334 - El cruel

335 - El ataque a Umma

336 - La llamada de Lagash

337 - Kaana, la prisionera

338 - El círculo completo

339 - El llamado de Ugir

340 - La marcha hacia el sol

341 - El destino de Alunas

342 - Napistir

343 - Manara

344 - Lo que no se olvida

345 - La viuda

346 - La flecha de oro

347 - La búsqueda

348 - Los caballos de fuego

349 - Las joyas de la venganza

350 - Los cabellos del tiempo

351 - El frío de víbora muerta

352 - El gran terror

353 - Las catacumbas

354 - Oona

355 - La búsqueda del agua

356 - Las alas del odio

357 - El joven rey

358 - El mendigo

359 - La ciudad del ayer

360 - La justicia incorruptible

361 - El tiempo de cosecha

362 - Bienmorir

363 - Los sobrevivientes de Koda-Bhor

364 - La locura de Radak

365 - La justicia del rey

366 - Los territorios de la juventud

367 - El curador

368 - Amonidal y la piedra negra

369 - Ahila

370 - El amo del fuego

371 - Los hijos de las amazonas

372 - El arca

373 - Como la herida de una espada

374 - El bebedor de sangre

375 - Gerien

376 - La emisaria de la Luna

377 - El secreto de la noche

378 - Canción de guerra

379 - Los misterios de Hiras

380 - Hishmitir, el bueno

381 - Assur y su nieta

382 - La diosa viviente

383 - Las pequeñas guerras

384 - Laramar y los hombres

385 - La dignidad de los reyes

386 - El pago de la deuda

387 - La tentación

388 - Por los buenos viejos tiempos

389 - La fuente

390 - El sueño

391 - Lamir

392 - El niño hombre

393 - Hattor

394 - Las madres

395 - Lara

396 - La piedra

397 - Naman

398 - Sira

399 - Sira-Aris

400 - La hora del placer

401 – El salvador del rey

402 – La torre

403 – La carcajada de la nieve

404 – La victoria secreta

405 – Hadu Elim, el traidor

406 – Las rojas murallas de Lagash

407 – La Ãºltima semilla

408 – Skorpia

409 – Las sombras

410 – La mano de Laramar

411 – OraciÃ³n por Lagash

412 – El primer problema

413 – Los reyes solitarios

414 – El abismo de la vida

415 – La vida perdonada

416 – El mejor de los reyes

417 – El adiÃ³s a Lagash

418 – Leyenda contada en invierno

419 – El cuervo y la espada

420 – La cadena

421 – La niÃ±a y la serpiente en el oro

422 – La reina

423 – Nacimiento y muerte

424 – El regreso

425 – El sueÃ±o de Numasin

426 – Hermano, hermano

427 – La promesa de los Dioses

428 – La isla negra

429 – El Ã¡rbol y el sueÃ±o

430 – La justicia del espectro

431 – La belleza imposible

432 – El buscador

433 – El hombre de los pÃ¡jaros

434 – La espera de la hiena

435 – El magnÃfico rey

436 – La torre

437 – El destino demorado

438 – Un hombre llamado Nippur

439 – Las guerras concéntricas

440 – La hija de Forkas

441 – El puente y la moneda

442 – El hechizo del horror

443 – Salia

444 – El dÃa del rey ciego

445 – El joven Nippur

446 – El joven Nippur – Los sin tierra